# Estación Cerrito
Cerrito es una estación de ferrocarril ubicada en la localidad de mismo nombre del departamento Paraná en la provincia de Entre Ríos, Argentina. 

## Servicios
Se encuentra precedida por la Estación El Palenque y le sigue la Estación El Pingo.